# Vaidotas

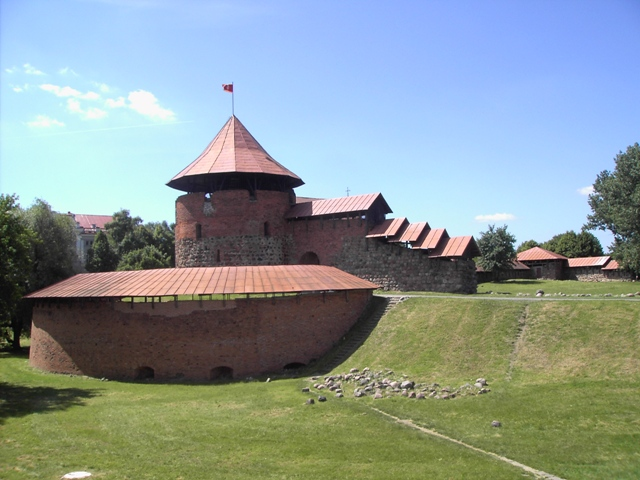
Castillo de Kaunas, defendido sin éxito por Vaidotas.

Vaidotas o Wojdat (siglo XIV - después de 1401) fue uno de los hijos de Kęstutis, Gran Duque de Lituania. En fuentes históricas de confianza es nombrado sólo en dos ocasiones.
Según Chronica nova Prutenica, fue comandante de la guarnición del Castillo de Kaunas durante un asedio de tres semanas en abril de 1362. Después de una fuerte resistencia el castillo fue tomado y luego destruido. Vaidotas con treinta y seis hombres intentaron huir rompiendo las líneas pero fue capturado. La derrota fue una de las más grandes victorias militares de la Orden Teutónica en el siglo XIV.
Por documento de su hermano Vitautas el Grande de 1401 se conoce que a él y a su hermano Tautvilas Kęstutaitis se les entregó Navahrudak para que la gobernaran equitativamente. Su destino más allá de esta fecha es desconocido.
A causa de las limitadas fuentes históricas, Vaidotas es cconfundido en ocasiones con Vaidutis (Waydutte), hijo de Butautas y nieto de Kęstutis. Algunos historiadores también argumentan que Butautas y Vaidotas eran la misma persona y que sus nombres son diferentes porque son en diferentes dialectos. La Crónica de Bychowiec, una crónica de dudosamente fiable del siglo XVI, incorpora más confusión si cabe, ya que afirma que Vaidotas murió en su juventud en Lituania.